# ロジェ・ヴァディム
ロジェ・ヴァディム（Roger Vadim、本名：Roger Vladimir Plemiannikov、1928年1月26日 - 2000年2月11日）は、フランス・パリ出身の映画監督・映画プロデューサー・脚本家・作家・俳優・ジャーナリスト。映画監督としてだけでなく、プレイボーイとしても有名。

## 生涯

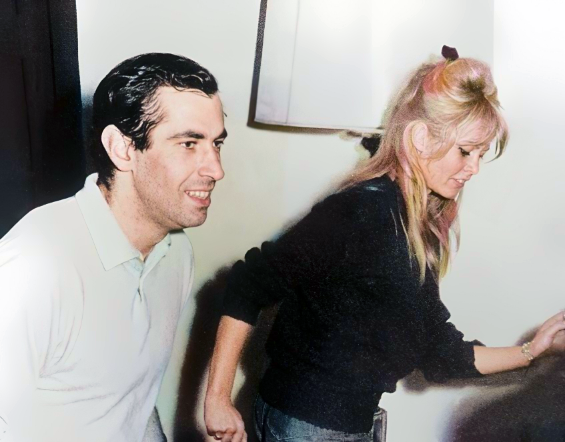
ヴァディムとブリジット・バルドー（1962年）

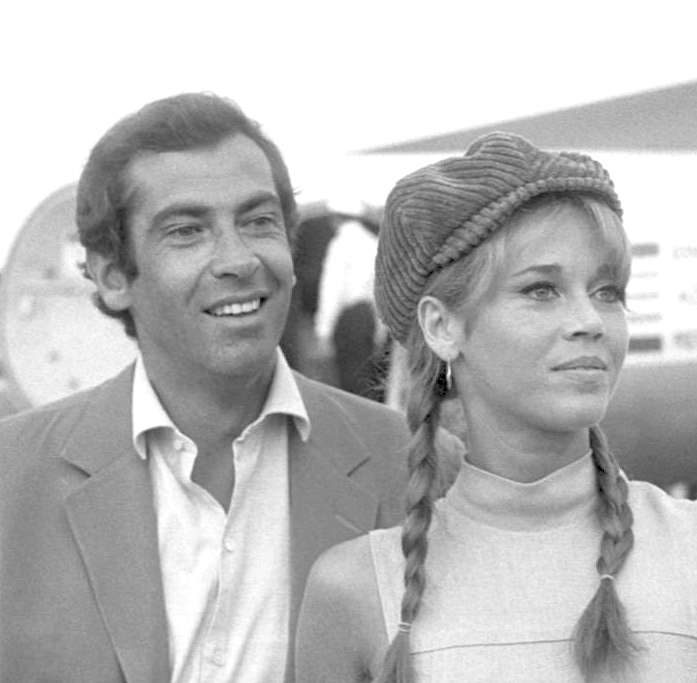
ヴァディムとジェーン・フォンダ（1967年）

父イゴール・プレミャニコフは、ウクライナからの白系ロシア人移民で、同化したフランス人になり、フランスのエジプト副領事にまでなった。9歳で父親が亡くなると母親と共にフランスに帰国した。母親はアルプスの麓に民宿を開業、戦時中はユダヤ人をスイスなどに逃がすための基地としても活用していたという。
ヴァディムは、16歳で舞台俳優としてデビューした。1947年、アンドレ・ジッドの紹介でマルク・アレグレ（Marc Allégret、映画監督）の助手となり、脚本を書き始める（1950年 - 1956年）。また、パリ大学でジャーナリズムを専攻した。
1952年に当時雑誌のモデルをしていた18歳のブリジット・バルドーと結婚。1956年、22歳の妻バルドーを主演に『素直な悪女』で、28歳で映画監督としてデビュー。バルドーは一躍セックス・シンボルとしてスターとなるが、バルドーが共演のジャン＝ルイ・トランティニャンと恋に落ちてしまい1957年に離婚。彼女とはその後も『何がなんでも首ったけ』（1961年）などで一緒に仕事をしている。
1958年にはデンマークのツボルグビールの広告モデルだったアネット・ストロイベリと結婚し、アネット・ヴァディムと名づけて『危険な関係』『血とバラ』にも出演させ、娘（ナタリー・ヴァディム、在ハリウッド）をもうけるが2年で離婚。1961年からはカトリーヌ・ドヌーヴと交際して息子クリスチャンを授かり、彼女主演の『悪徳の栄え』を製作・演出するが結婚はしなかった。
1965年にはジェーン・フォンダと結婚し『獲物の分け前』や『バーバレラ』などのフォンダ主演作品を監督するが1973年に離婚。一女あり（ヴァネッサ・ヴァディム）。
1975年に衣装デザイナーと結婚するが数年で離婚（一児あり）。1983年にはドヌーヴとの子クリスチャン・ヴァディムを主演に据えた青春映画『さよなら夏のリセ』を監督している。1990年には女優のマリー＝クリスティーヌ・バローと結婚。彼女と1994年に北海道夕張市のゆうばり国際ファンタスティック映画祭審査員のため来日した。彼女とはヴァディムがガンで没するまで一緒であった。
著書『我が妻バルドー、ドヌーヴ、J・フォンダ』（吉田暁子訳、中央公論社　1987年）が日本語訳されている。

## 主な監督作品
- 素直な悪女 Et Dieu... cra la femme （1956年）
- 大運河 Sait-on jamais... （1957年）
- 月夜の宝石 Les Bijoutiers du clair de lune （1958年）
- 危険な関係 Les Liaisons Dangereuses （1959年）
- 血とバラ Et mourir de plaisir （1960年）
- 何がなんでも首ったけ La Bride sur le cou （1961年）
- 戦士の休息 Le repos du guerrier （1962年）
- 新・七つの大罪 Les sept pchs capitaux （1962年）
- 悪徳の栄え Le vice et la vertu （1963年）
- スウェーデンの城 Château en Suède'' （1963年）
- 輪舞 La ronde （1964年）
- 獲物の分け前 La curée （1966年）
- 世にも怪奇な物語 （1967年）
- バーバレラ Barbarella, Queen of the Galaxy （1967年）
- 課外教授 Pretty Maids all in a Row （1971年）
- 花のようなエレ Hellé （1972年）
- 華麗な関係 （1977年）
- ナイト・ゲーム Night Games （1980年）
- さよなら夏のリセ Surprise Party （1983年）
- フェアリーテール・シアター Faerie Tale Theatre （1982年 - 1987年）：テレビドラマ
シーズン3エピソード6「美女と野獣」 "Beauty and the Beast" （1984年）

## 備考
- 1950年代後半に流行し始めたアメリカ音楽を流して踊らせる社交場を「ディスコテーク」と名づけたのはヴァディムだと云われている。アネット・ストロイベリに「ナンパ」されたのはその「ディスコ」でのことで、ドヌーヴとの出会いも「ディスコ」でだったと自伝で述懐している[1][2]。
- 1950年代後半から60年代前半までの多くの作品でモード・ジャズを自作品に使用した。日本では「シネ・ジャズ」と呼ばれたムーブメントの牽引者として知られ、アート・ブレイキーによる『危険な関係のブルース』やジョン・ルイスによる『大運河』は特に有名であり[3]、1960年代からのジャズ喫茶ブームと共に語られる代表曲となっている[4]。